# Cendrillon fait les trois huit

Cendrillon fait les trois huit ou Les Métamorphoses de Cendrillon (titre original : Swing Shift Cinderella) est un dessin animé réalisé par Tex Avery et sorti en 1945.

## Résumé
Le film commence avec un gag lié au goût du réalisateur qui brise régulièrement le quatrième mur et use de blagues au second degré : en effet, l'histoire démarre avec  un loup très « rural » pourchassant le Petit Chaperon rouge dans les bois (sous sa forme originelle  de petite fille, et non son incarnation adulte et sensuelle en chanteuse de cabaret de Red Hot Riding Hood, autre opus fameux des studios Tex Avery)... Le Petit Chaperon rouge, une petite peste à la Zazie de Queneau, remet sèchement le loup à sa place en lui faisant vertement remarquer que le titre du cartoon concerne Cendrillon et non Le Petit Chaperon rouge.
Sur quoi, le loup, visiblement intéressé par cette « Cendrillon qui travaille en trois-huit », pousse gentiment la petite fille hors de l'écran, tire de nulle part un store en toile et quitte sa salopette effrangée pour réapparaître habillé en hipster ou en play-boy des années 40 avec costume aux couleurs voyantes, escarpins à huit reflets, nœud papillon énorme et gants beurre frais. Il siffle un taxi Yellow Cab qui le conduit sur les chapeaux de roues à la chaumière de Cendrillon.
C'est une Cendrillon des plus « sexy » (malgré une robe effrangée et déchirée qui ne descend pas au genou) qui ouvre la porte : taille de guêpe, poitrine arrogante, jambes de gazelle, sourire enjôleur et déhanchement suggestif.
Le loup érotomane (un archétype des cartoons du studio avec Tex Avery) prend feu en une fraction de seconde : il pirouette plus haut que la cime des arbres, arbore un sourire en touches de piano, se martèle la tête avant de se ruer sur la porte d'entrée que Cendrillon claque à la dernière seconde. Aplati et réduit à deux dimensions par le choc, crachant presque toutes ses dents brisées dans le choc, le loup ne se décourage pas pour autant, recule, prend son élan pour courir à la façon d'un sauteur à la perche.
Il défonce la porte et continue de galoper à travers la chaumière (qui a en réalité trois étages et les proportions d'un château) avant de s'éjecter par une tabatière du mur pignon et de s'écraser au sol.
À la troisième tentative, Cendrillon le laisse entrer et lui assène un puissant coup de poêle à frire : devenu plus large que haut, le loup n'en poursuit pas moins ses avances en déclarant d'un air enjôleur : « Helooooo!, Just call me Shorty » (« Saaalut ! Mon petit nom, c'est Courtaud »).
Cendrillon s'empresse de téléphoner à sa marraine la fée, présentement perchée sur un tabouret au comptoir d'un bar américain, entre un juke-box et un grand verre de whisky-cocktail presque vide. 
Apprenant qu'il y a un loup dans la maison, la fée-marraine s'écrie « wahou ! », empoigne sa baguette magique et en frappe son tabouret pour le transformer en un pétaradant scooter. Elle sort en trombe du bar (ou un petit écriteau indique Gone With the Wand - Partie avec la Baguette (wand en anglais), un jeu de mots avec le titre cinématographique Gone with the Wind - Autant en emporte le vent).
La fée marraine est visiblement entichée du loup, qu'elle se met à poursuivre avec autant d'énergie que celui ci pourchassait Cendrillon. La fée marraine entame avec le loup une poursuite endiablée autour de la pièce, évocatrice d'un combat aérien tournoyant (la bande son est un concert de moteurs d'avions à plein régime). Elle finit par coincer le loup et le réduit à la taille d'un canari qu'elle enferme dans une élégante cage dorée, et lui glisse « Ne t'inquiète pas mon grand fou, je reviens ! », puis elle déclare à Cendrillon : « Tu peux aller au bal maintenant » en transformant ses vêtements d'un coup de baguette (manteau de Zibeline, robe cocktail en soie rouge au décolleté plongeant, escarpins vernis) assortie d'une coiffure digne d'un salon haut de gamme, puis métamorphose une citrouille en break automobile Buick Woodie dernier cri, étincelant de chromes.
Ayant promis de rentrer à minuit juste, Cendrillon engage la première, embraye et démarre en trombe, passant à travers le mur de la chaumière et laissant aux prises la fée marraine et le loup.
D'un coup de baguette magique, le loup reprend sa taille normale (il est à présent habillé d'un smoking), puis la fée marraine se frappe elle-même avec sa baguette pour un résultat discutable : elle a toujours le même physique ingrat (long nez pointu « à piquer les gaufrettes », cheveux blancs bouclés, grosses lunettes de myope, silhouette d'échalas) mais est habillée d'une robe bleu ciel surannée agrémentée d'un bandeau façon concours de beauté... mais qui proclame : « MISS REPULSIVE 1898. »
La fée pourchasse le loup et l'accule sur le canapé, mais celui ci s'empare de la baguette magique, s'échappe, plonge dans la baignoire vide et la transforme en une rutilante Cadillac décapotable rouge avec lequel il entreprend de poursuivre Cendrillon, pied au plancher. La fée marraine, qui a récupéré sa baguette, transforme la boîte à ordures en une Jeep Willys kaki (le film est sorti à la fin de la Seconde Guerre mondiale) qu'elle conduit à tombeau ouvert, dans un grand bruit de boîtes de conserves cabossées.
Le loup et la fée roulent plein gaz vers un château de conte de fée surmontée d'une clinquante enseigne au néon : il s'agit d'un night-club nommé Castle Manana où le dîner coute 500 dollars, une fortune à l'époque (mais l'enseigne promet des Easy Terms, des facilités de paiement) et un écriteau annexe porte une prometteuse annonce : « bagarres tous les soirs » (« Fights Nightly »).
La Cadillac du loup (dont le capot est interminable) stoppe devant la marquise de l'entrée, et il se rue à l'intérieur. Voyant Cendrillon se dépouiller de son manteau de fourrure pour le confier à la girl du vestiaire dans un geste sensuel (la robe fourreau est aussi échancrée derrière que devant), il se jette sur elle, mais étreint... la fée marraine qui venait d'arriver et qui est au comble de l'émoustillement. Poussant un cri d'horreur, il s'enfuit. Mais la fée marraine est munie d'une escopette qui tire une ventouse à déboucher les toilettes reliée à l'arme par une corde.
Harponné comme un espadon, le loup est ensuite ramené à la table de la fée à l'aide d'une canne de pêche à moulinet, modèle pour pêche au gros.
Pendant ce temps, un projecteur se braque sur le rideau de scène et l'aboyeur de la boîte de nuit annonce la sensation de la soirée : C'est Cendrillon, très court-vêtue d'un tutu blanc et d'un audacieux body de satin, qui se lance dans l'interprétation d'une très sensuelle chanson commençant de façon prometteuse par : « All the Chicks are crazy for a certain burly wolf » (« Toutes les poulettes sont folles amoureuses d'un certain gros méchant loup »).
Elle quitte même la scène pour tenter le trop inflammable loup, en venant se déhancher et danser à côté de la table qu'il partage avec la fée marraine, mais dès que ce dernier esquisse le moindre geste, la fée marraine le rassoit à sa place d'un énergique coup de maillet.
À un moment donné, les yeux du loup lui sortent des orbites, juste retenus par des ressorts (on entend leur bruit caractéristique), un gag qui sera repris par l'acteur Jim Carrey dans The Mask de 1994.
Mais voici qu'approche l'heure fatidique de minuit (la fée marraine le rappelle à sa filleule en exhibant un gigantesque réveille-matin)... Cendrillon détale à toutes jambes, le loup assomme la fée avec son propre maillet (mais Cendrillon sort un maillet encore plus gros et assomme derechef le loup) et la course poursuite reprend en sens inverse, toujours à un rythme échevelé, vers les autos et la chaumière de Cendrillon. 
Fatalité : le douzième coup de minuit sonne à trois virages de la maison... Cendrillon parvient cependant à stopper sa voiture redevenue citrouille devant sa maison (Cendrillon est à nouveau vêtue d'une robe en lambeaux), se rue à l'intérieur et ressort une demi-seconde plus tard en bleu de travail (qui la moule avantageusement) et coiffée d'un casque de soudeur à l'arc.
C'est que cette Cendrillon là est une fille de l'Amérique de 1945 : elle travaille pour l'effort de guerre dans une firme aéronautique comme bien des femmes, qui avaient remplacé à l'usine les hommes partis au combat (c'était, entre autres, le cas de Marilyn Monroe).
Elle saute dans le car de la "Lockweed" aircraft Corporation (sur le flanc du bus figure la silhouette d'un chasseur bombardier Lightning P38 au cas où le spectateur pourrait avoir un doute). Assise sur la banquette, elle se refait une beauté devant son miroir de poche en proclamant à haute voix : « Dieu merci, je me suis enfin débarrassé de ce loup. » Sur quoi, retentit un chœur de voix mâles et ironiques : « Ah oui !? , t'es bien sûre, sœurette ? » et le mouvement de caméra montre les occupants de l'arrière du bus, une bande de loups en bleu de travail, au regard visiblement très allumé.

## Fiche technique
- titre original : Swing Shift Cinderella
- Titre français : Cendrillon fait les trois huit[1]
- Réalisation : Tex Avery
- Scénario : Heck Allen
- Production : Metro Goldwyn Mayer
- Producteur : Fred Quimby
- Musique : Scott Bradley
- Durée : 8 minutes
- Date de sortie : 18 avril 1945

## Analyse
Ce court métrage comprend des références à la Seconde Guerre mondiale. Le scooter de la marraine de fée affiche un autocollant de ration d'essence « A ». Elle utilise plus tard une jeep. Cendrillon est un soudeur, travaillant dans l'équipe de nuit à la Lockweed Aircraft Plant. La course poursuite entre la fée et le loup évoque un combat aérien ; le travail féminin dans les industries de guerre est largement évoqué.
Il y a aussi un cavalier féminin représenté, un motif fréquemment utilisé pendant la guerre.[réf. nécessaire]
On peut noter également que les situations évoquées sont nettement plus osées et les costumes féminins beaucoup plus courts et plus sexy que le standard imposé à la fin des années 30 par le code Hays. Il est permis de supposer que le studio Avery/MGM pensait au public des soldats et des marins mobilisés et se calait sur les situations quelque peu scabreuses, maintes fois évoquées dans les dessins animés pour soldats (le soldat SNAFU, dessin animé pour militaires du contingent, totalement dispensé de visa de censure car destiné à un public adulte et réalisé sous couvert de l'US Army par les mêmes studios Warner).
La danse très suggestive de Cendrillon interprétant la chanson Oh Woolfie! (parodie d'une chanson célèbre intitulée Oh Johnnie!) porte la marque d'un des plus fidèles collaborateurs de Tex Avery, Preston Blair, qui s'était en quelque sorte spécialisé dans les numéros de danse et les personnages de vamps ou même les scènes de strip-tease.
Il a notablement réalisé dans un autre opus de Tex Avery, Les Sept Merveilles du monde (Cross Country Detours, 1940), un personnage de lézard femelle antropomorphe qui se dépouille de sa peau pour muer : pour ce faire, il avait convoqué au studio une strip-teaseuse professionnelle et transposé son numéro en dessin animé à l'aide du procédé utilisant un rotoscope.

## Distribution
- Frank Graham : Loup
- Colleen Collins : Cendrillon